# Écozone paléarctique : plantes à graines par nom scientifique (U)

## Ul

### Ule
- Uleanthus

- Ulex - fam. Fabacées
  - Ulex europaeus - Ajonc d'Europe

### Ulm
- Ulmus - fam. Ulmacées
  - Ulmus americana - Orme d'Amérique
  - Ulmus glabra - Orme glabre ou « Orme montagnard »
  - Ulmus laevis - Orme lisse ou « Orme pédonculé » ou « Orme blanc »
  - Ulmus minor - Orme champêtre ou « Orme commun »

## Um

### Umb
- Umbilicus
  - Umbilicus rupestris - Ombilic de Vénus ou « Ombilic des rochers »

## Un

### Uni
- Uniola
  - Uniola latifolia

## Ur

### Uro
- Urosperma
  - Urosperma dalechampsi - Urosperme de Daléchamps

### Urt
- Urtica - fam. Urticacées
  - Urtica dioica - Grande ortie ou « Ortie dioïque »
  - Urtica urens - Ortie brûlante ou « Petite ortie »

## Ut

### Utr
- Utricularia - fam. Lentibulariacées
  - Utricularia australis - Utriculaire négligée
  - Utricularia bremii - Utriculaire de Bremi
  - Utricularia geminiscapa
  - Utricularia gibba
  - Utricularia intermedia - Utriculaire intermédiaire
  - Utricularia minor - Petite Utriculaire
  - Utricularia ochroleuca - Utriculaire Utriculaire jaune pâle
  - Utricularia purpurea - Utriculaire pourpre
  - Utricularia resupinata
  - Utricularia stygia
  - Utricularia vulgaris - Utriculaire vulgaire ou « Utriculaire commune »